# Candace Kroslak
Candace Kaye Kroslak, mais conhecida como Candace Kroslak, (Chicago, 22 de julho de 1978) é uma atriz americana provavelmente mais conhecida por seu papel como Lindy Maddock na novela sueca/americana Ocean Ave.
Antes de Ocean Ave., Candace apareceu no cinema em filmes como Demonicus, Planet of the Apes e Soul Survivors. Nos últimos anos, ela já tinha sido convidada para interpretar papéis em séries televisivas, tais como CSI: Miami, What About Brian, Shark, Las Vegas e Scrubs.
Mais recentemente, em 2006 ela interpretou a personagem Brandy no filme que foi lançado direto em vídeo American Pie Presents: The Naked Mile.

## Filmografia
- Wild On! (1 episódio, "Sex on South Beach", 1998) .... Host
- City Guys (1 episódio, "Who Da Man?", 2000) .... Cute Girl
- Demonicus (2001) .... Theresa
- Planeta dos Macacos (2001) .... Amiga de Leo
- Soul Survivors (2001) .... Cool Blond (como Candace Kaye Kroslak)
- Ocean Ave. (122 episódios, 2002–2003) .... Lindy Maddock
- Casting Ripe Live (2005) .... Herself - Host
- Let Go (episódio piloto) (2006) .... Julie
- CSI: Miami (1 episódio, "Skeletons", 2006) .... Nicole
- What About Brian (1 episode, "Two in Twenty-Four", 2006) .... Mensageira
- Shark (1 episódio, "Russo", 2006) .... Hot Date
- How I Met Your Mother (1 episódio, "Slap Bet", 2006) .... Garota #1
- American Pie Presents: The Naked Mile (V) .... Brandy
- Las Vegas (1 episódio, "White Christmas", 2006) .... Hot Chick #1
- Rules of Engagement (2 episódios, "Pilot" (não-creditada) e "Young and the Restless", 2007) .... Beth
- Scrubs (1 episódio, "My No Good Reason", 2007) .... Kristin Fisher
- Knight Rider (1 episódio, "Knight of the Zodiac", 2008) .... Aquarius
- Take Me Home Tonight (2011) .... Ally
- Days of Our Lives (7 episódios, 2011) .... Mandy Pierce
- Man Up (1 episódio, "Wingmen", 2011) .... Loira